# Cuisine de Goa
 (avril 2021).
La mise en forme du texte ne suit pas les recommandations de Wikipédia : il faut le « wikifier ».
Les points d'amélioration suivants sont les cas les plus fréquents :
- Les titres sont pré-formatés par le logiciel. Ils ne sont ni en capitales, ni en gras.
- Le texte ne doit pas être écrit en capitales (les noms de famille non plus), ni en gras, ni en italique, ni en « petit »…
- Le gras n'est utilisé que pour surligner le titre de l'article dans l'introduction, une seule fois.
- L'italique est rarement utilisé : mots en langue étrangère, titres d'œuvres, noms de bateaux, etc.
- Les citations ne sont pas en italique mais en corps de texte normal. Elles sont entourées par des guillemets français : « et ».
- Les listes à puces sont à éviter, des paragraphes rédigés étant largement préférés. Les tableaux sont à réserver à la présentation de données structurées (résultats, etc.).
- Les appels de note de bas de page (petits chiffres en exposant, introduits par l'outil «  Source ») sont à placer entre la fin de phrase et le point final[comme ça].
- Les liens internes (vers d'autres articles de Wikipédia) sont à choisir avec parcimonie. Créez des liens vers des articles approfondissant le sujet. Les termes génériques sans rapport avec le sujet sont à éviter, ainsi que les répétitions de liens vers un même terme.
- Les liens externes sont à placer uniquement dans une section « Liens externes », à la fin de l'article. Ces liens sont à choisir avec parcimonie suivant les règles définies. Si un lien sert de source à l'article, son insertion dans le texte est à faire par les notes de bas de page.
- La présentation des références doit suivre les conventions bibliographiques. Il est recommandé d'utiliser les modèles {{Ouvrage}}, {{Chapitre}}, {{Article}}, {{Lien web}} et/ou {{Bibliographie}}. Le mode d'édition visuel peut mettre en forme automatiquement les références.
- Insérer une infobox (cadre d'informations à droite) n'est pas obligatoire pour parachever la mise en page.

Pour une aide détaillée, merci de consulter Aide:Wikification.
Si vous pensez que ces points ont été résolus, vous pouvez retirer ce bandeau et améliorer la mise en forme d'un autre article.
La cuisine de Goa se compose d'aliments régionaux populaires à Goa, un État indien situé le long de la côte ouest de l'Inde sur les rives de la mer d'Oman. Le riz, les fruits de mer, la noix de coco, les légumes, la viande, dont le porc, et les épices locales sont quelques-uns des principaux ingrédients de la cuisine de Goa. La région est située dans un climat tropical, ce qui signifie que les épices et les saveurs sont intenses. L'utilisation de kokum est une autre caractéristique distincte. La nourriture est considérée comme incomplète sans poisson.
La cuisine goanaise est née de ses racines de cuisine hindoue saraswat et a été influencée par les quatre cent cinquante et une années de colonisation portugaise et le siècle de domination musulmane qui a précédé les Portugais. De nombreux plats catholiques sont similaires ou sont des variantes de leurs homologues portugais à la fois dans la dénomination ou dans l'utilisation des ingrédients.

## Fruits de mer

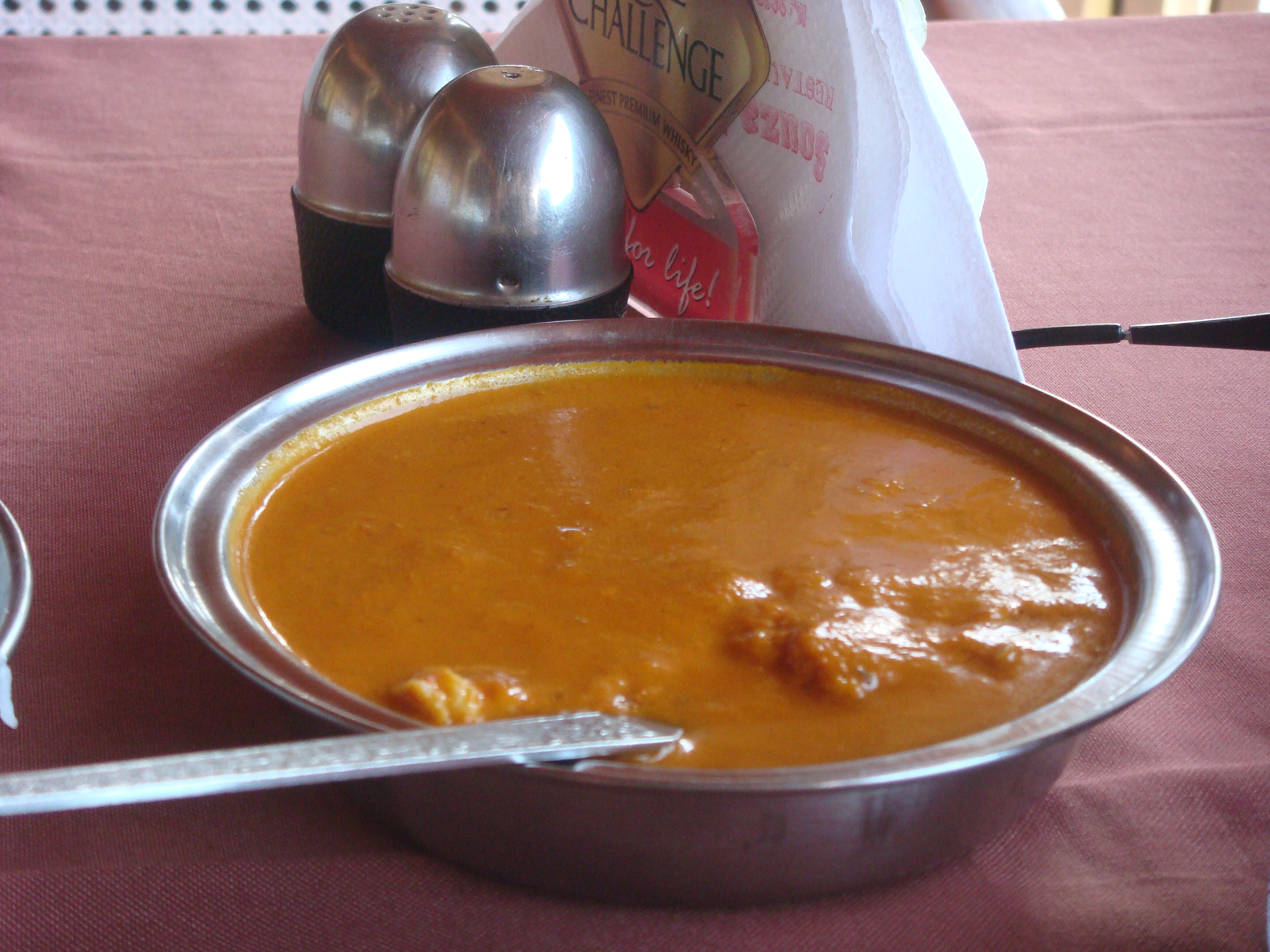
Curry de crevettes de Goa, un plat populaire dans tout l'État.

La cuisine du peuple de Goa est principalement axée sur les fruits de mer ; les aliments de base sont le riz et le poisson. Le martin (vison ou visvan) est l'un des plus consommés. Les autres produits de la mer couramment consommés comprennent le pomfret, le requin, le thon, les sardines et le maquereau, ainsi que des poissons de rivière. Parmi les crustacés, on trouve les crabes, les crevettes, les crevettes tigrées, le homard, les calmars et les moules. La nourriture des chrétiens de Goa est fortement influencée par les Portugais (l'utilisation du vinaigre, par exemple, est très importante).

## Introduction de nouveaux aliments
Les Portugais ont introduit la pomme de terre, la tomate, l'ananas, la goyave et les noix de cajou du Brésil à Goa et par conséquent en Inde. Le piment est l'aspect le plus important de Goa ; il a été apporté par les Portugais et est devenu extrêmement populaire en tant qu'épice très importante pour la cuisine indienne au sens large. Les Portugais ont également importé le bœuf et le porc, des viandes qui étaient et sont toujours considérées comme un tabou par les hindous de Goa, aux convertis au catholicisme[pas clair].

## Cuisine catholique de Goa
La cuisine catholique goanaise est une fusion des styles de cuisines hindoue et portugaise de Goa. Le vinaigre (fabriqué à partir du grog des cocotiers locaux) est utilisé pour donner le goût piquant aux plats de viande.
Les plats populaires catholiques de Goa comprennent :
- ambot tik : curry épicé et aigre préparé avec du poisson ;
- arroz doce : dérivé portugais de kheer (crème de riz sucrée) ;
- balchão : curry à base de crevettes ;
- bebinca : pudding cuit à plusieurs couches traditionnellement consommé à Noël ;
- cafreal : masala mariné principalement utilisé pour le poulet ou le poisson à base de feuilles de coriandre, de piments verts et d'autres épices ;
- canja de galinha : type de bouillon de poulet servi avec du riz et du poulet ;
- chamuça : dérivé goanais/portugais du samosa ;
- chouriço : saucisse de porc épicée ;
- croquettes : rouleaux de bœuf haché frit, une collation courante chez les catholiques de Goa et les Portugais ;
- feijoada : ragoût apporté par les Portugais. Il est fait avec de la viande (bœuf ou porc), des haricots et du chou ;
- patoleo ou patoli : plat de feuilles de curcuma farcies de riz, dal, jaggery et noix de coco ;
- rôti de bœuf et langue de bœuf : entrées populaires lors des célébrations de Goa ;
- ros omelette : omelette noyée dans une sauce épicée au poulet ou aux pois chiches et servie avec du pão (pain portugais-goanais) ;
- samarein chi kodi : curry de Goa aux crevettes fraîches et séchées ;
- sanna : gâteau de riz sec ; une variante d'idli ;
- solantule kodi : curry épicé à la noix de coco et au kokum (Garcinia indica) ;
- sorpotel : plat de porc très épicé mangé avec des sanna ou du pão ;
- vindalho : curry épicé traditionnellement à base de porc. Le nom est dérivé du terme portugais pour une marinade à l'ail et au vin (vinho e alho ou vinha d'alhos). Contrairement aux versions populaires élaborées en dehors de Goa, un vindalho traditionnel ne contient pas de viande à part du porc. Il ne contient pas non plus de pommes de terre et son nom n'est pas lié à aloo (pomme de terre)[3] ;
- xacuti : type de curry à base de noix de coco rôtie râpée et de morceaux de poulet ou d'agneau.

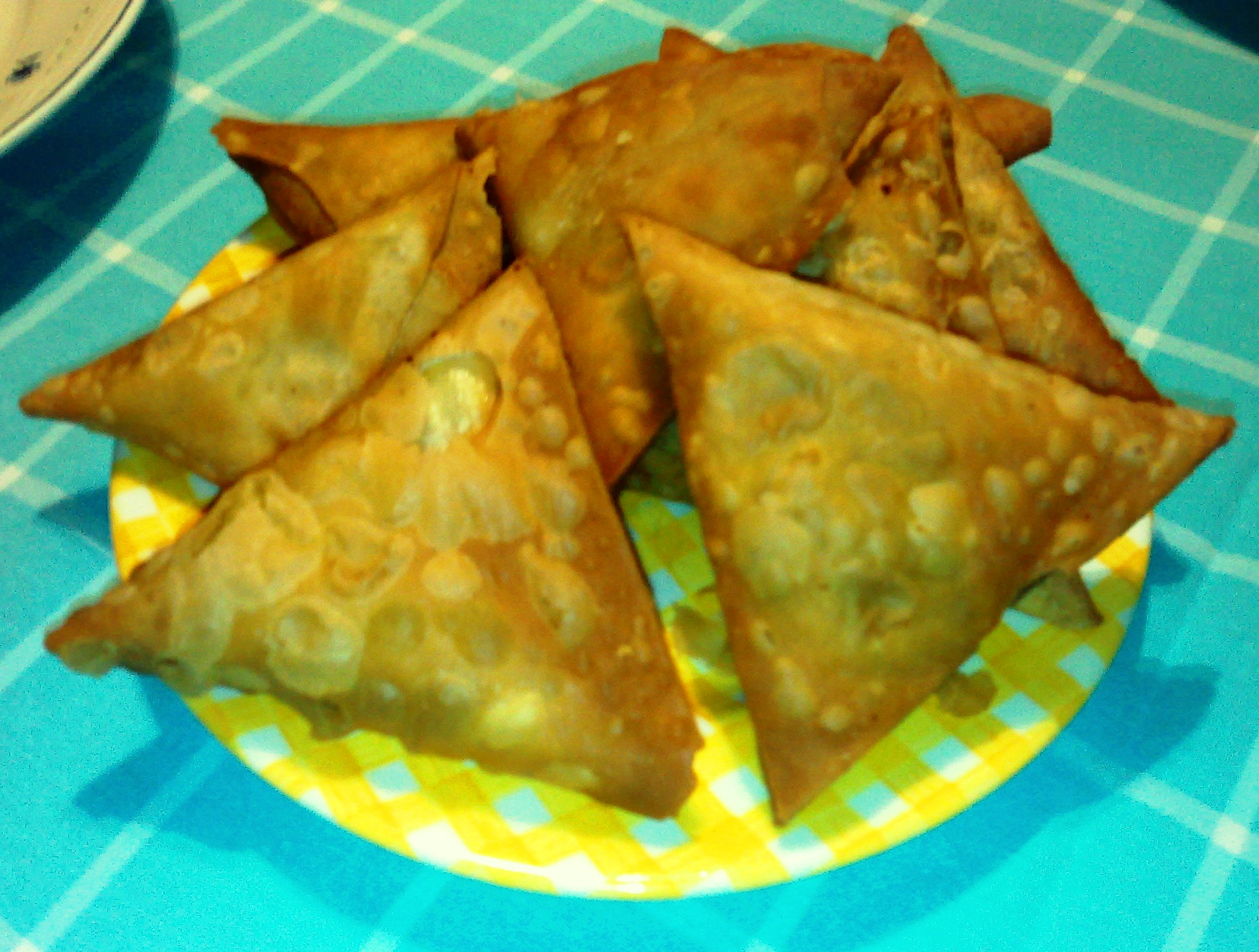
Chamuças, samoussas de Goa.
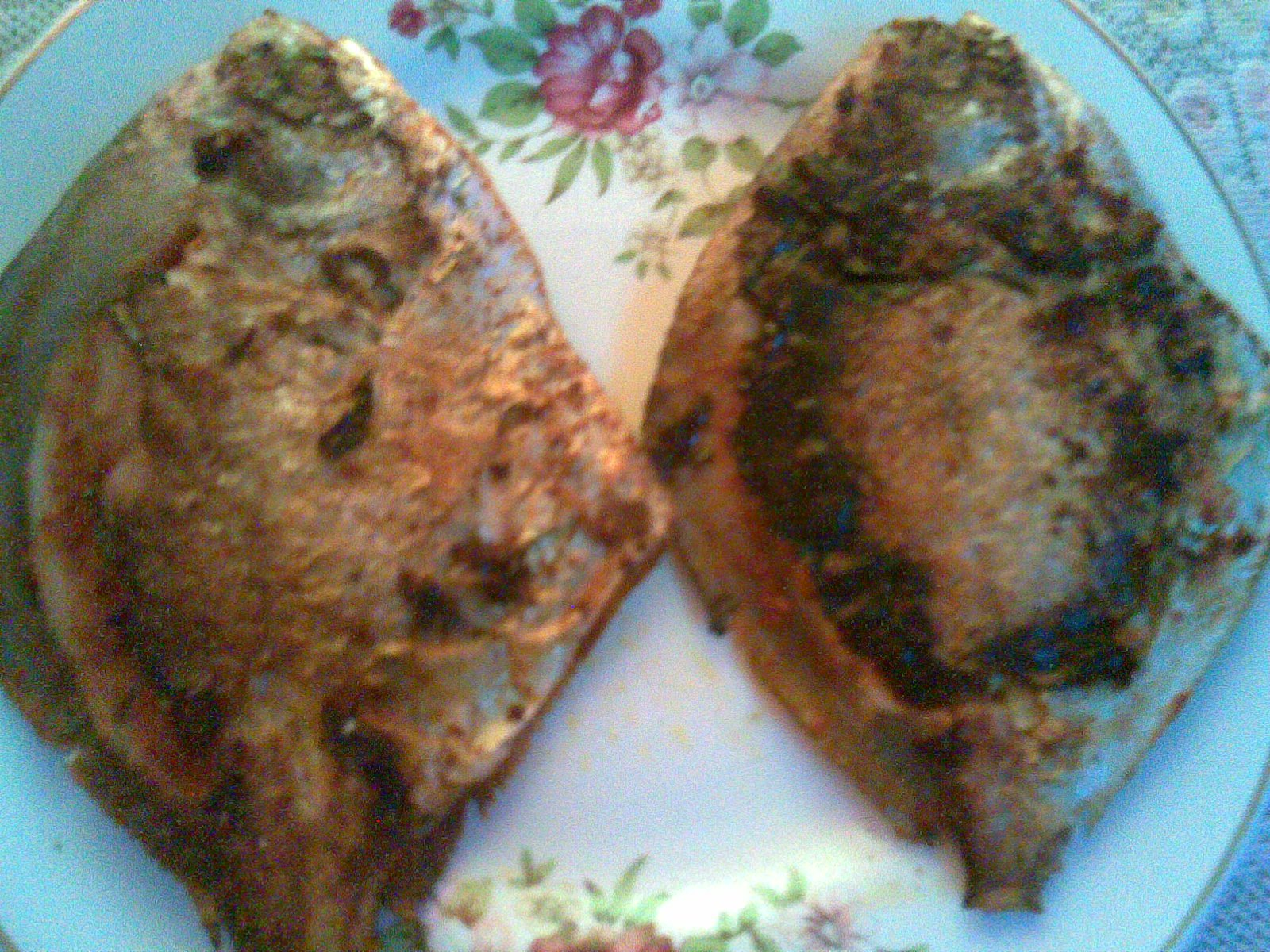
Pomfret frit.
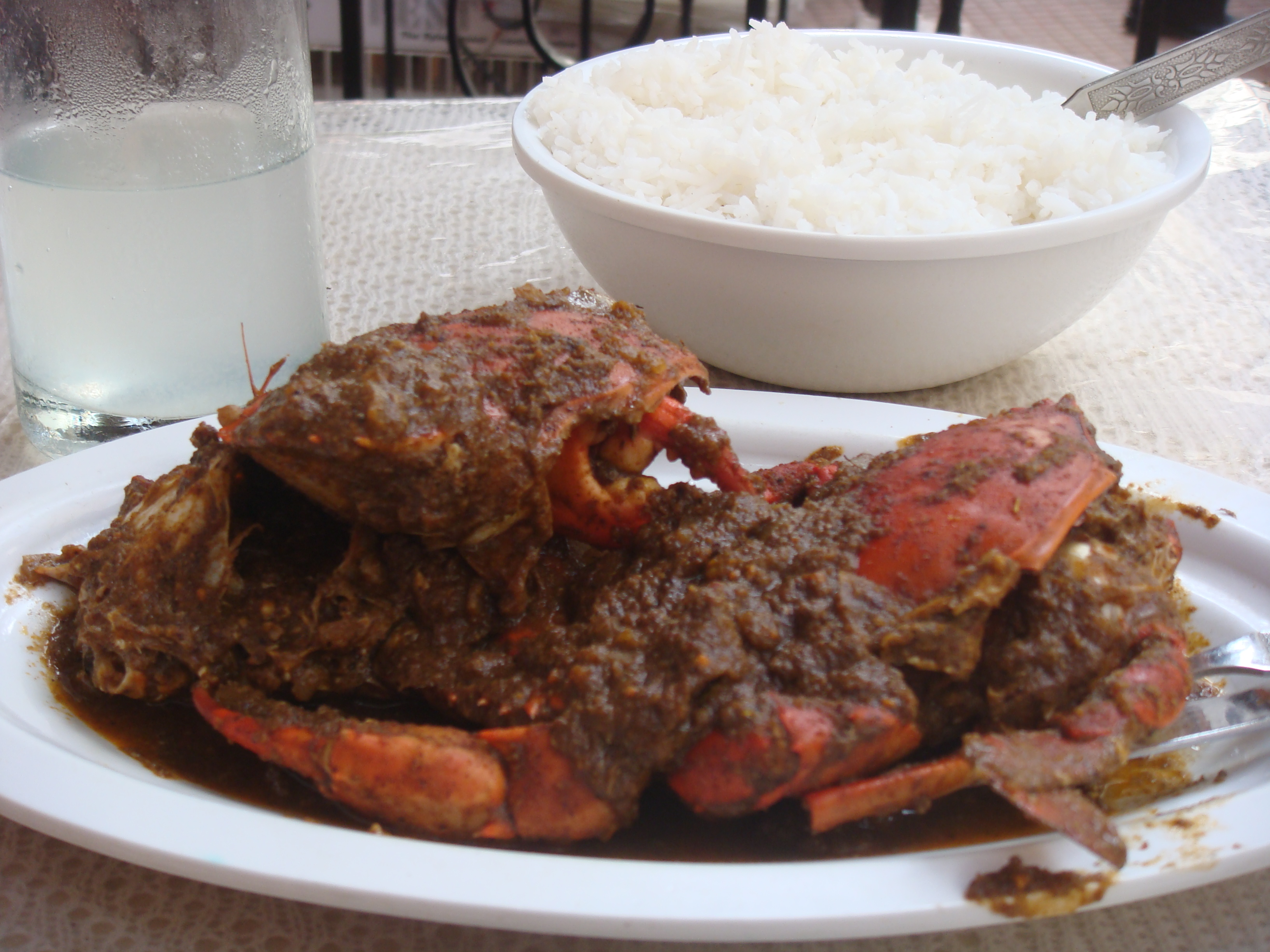
Crabe xec xec.
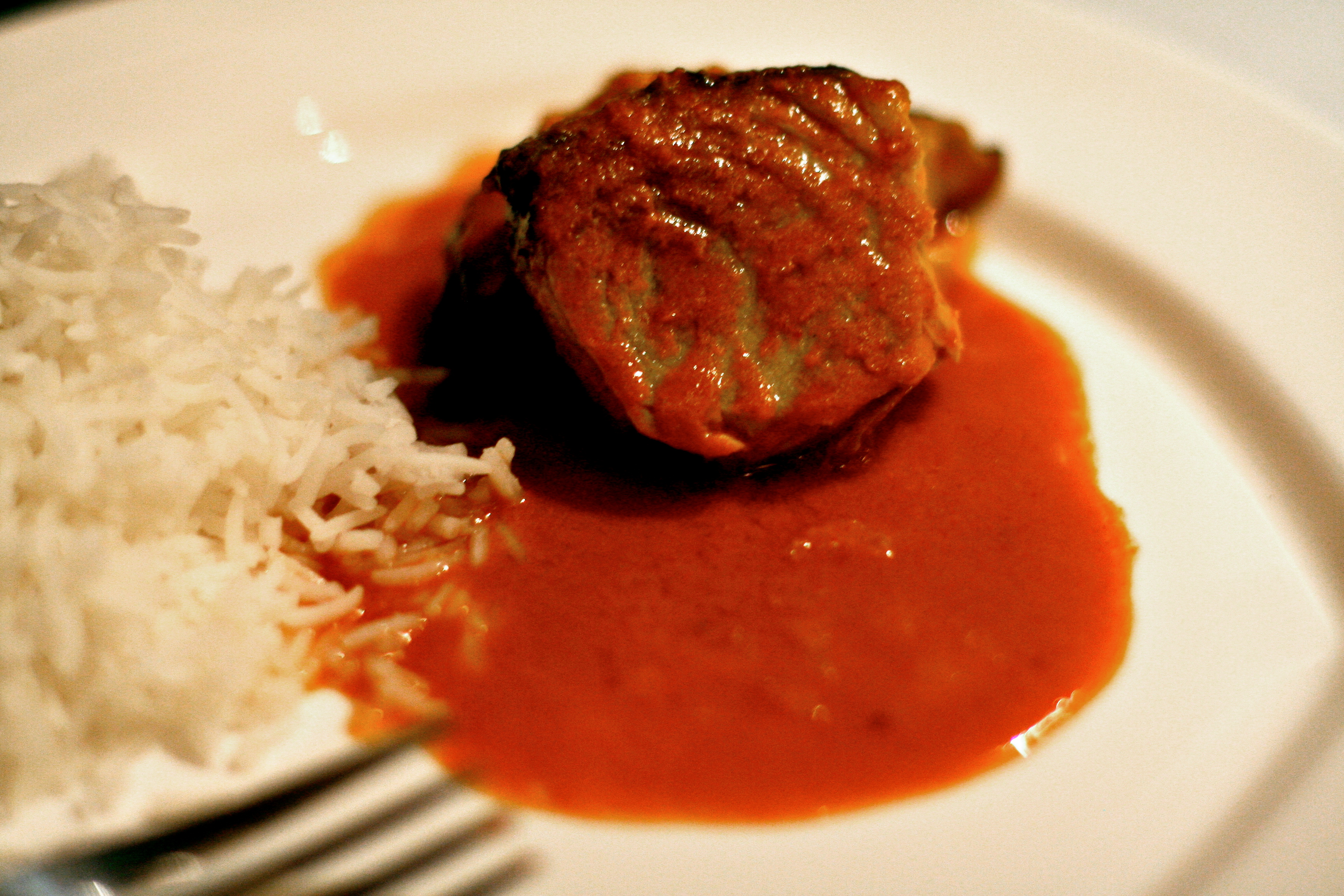
Curry de poisson traditionnel de Goa.
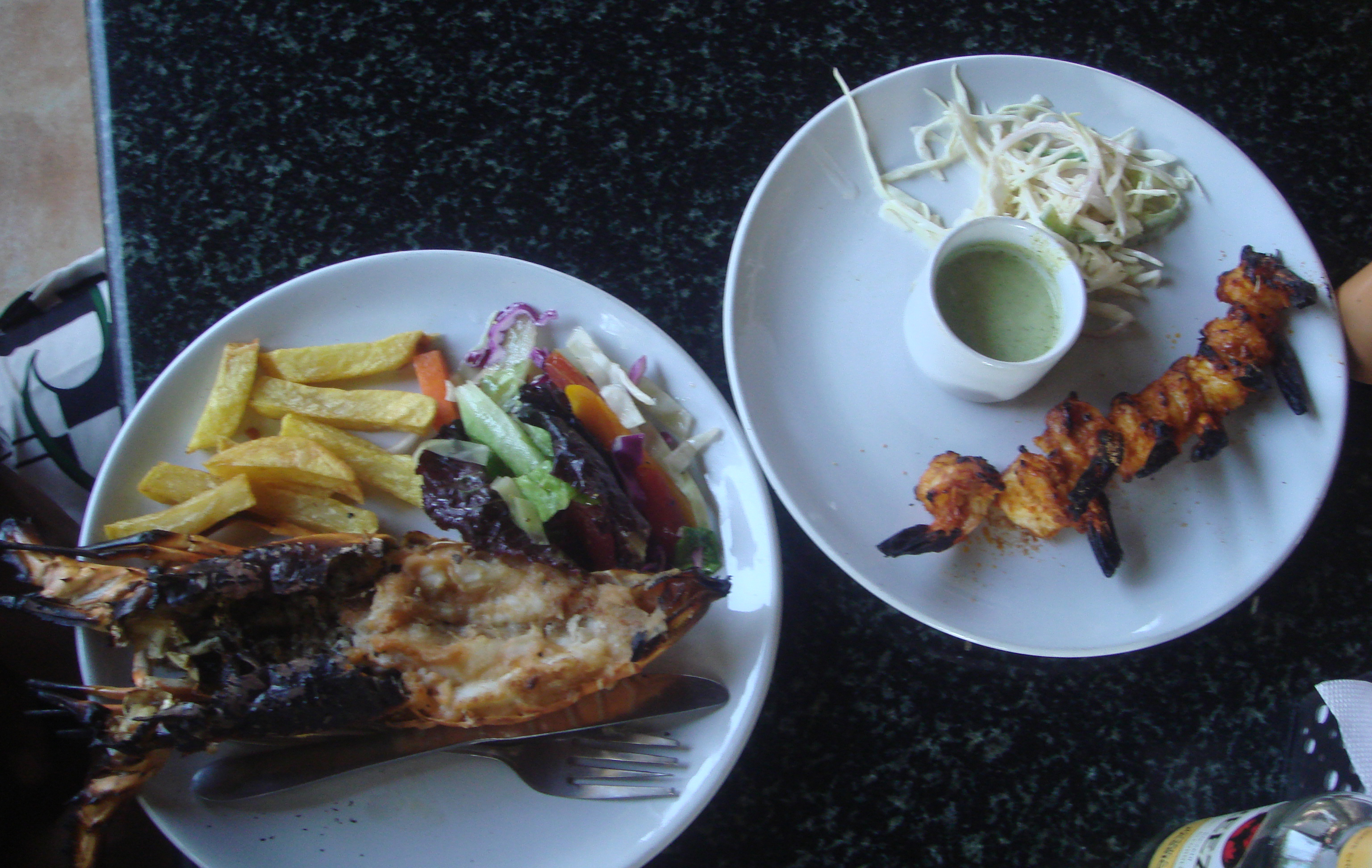
À gauche : homard tandoori avec frites et légumes. À droite : crevettes tandoori avec sauce.
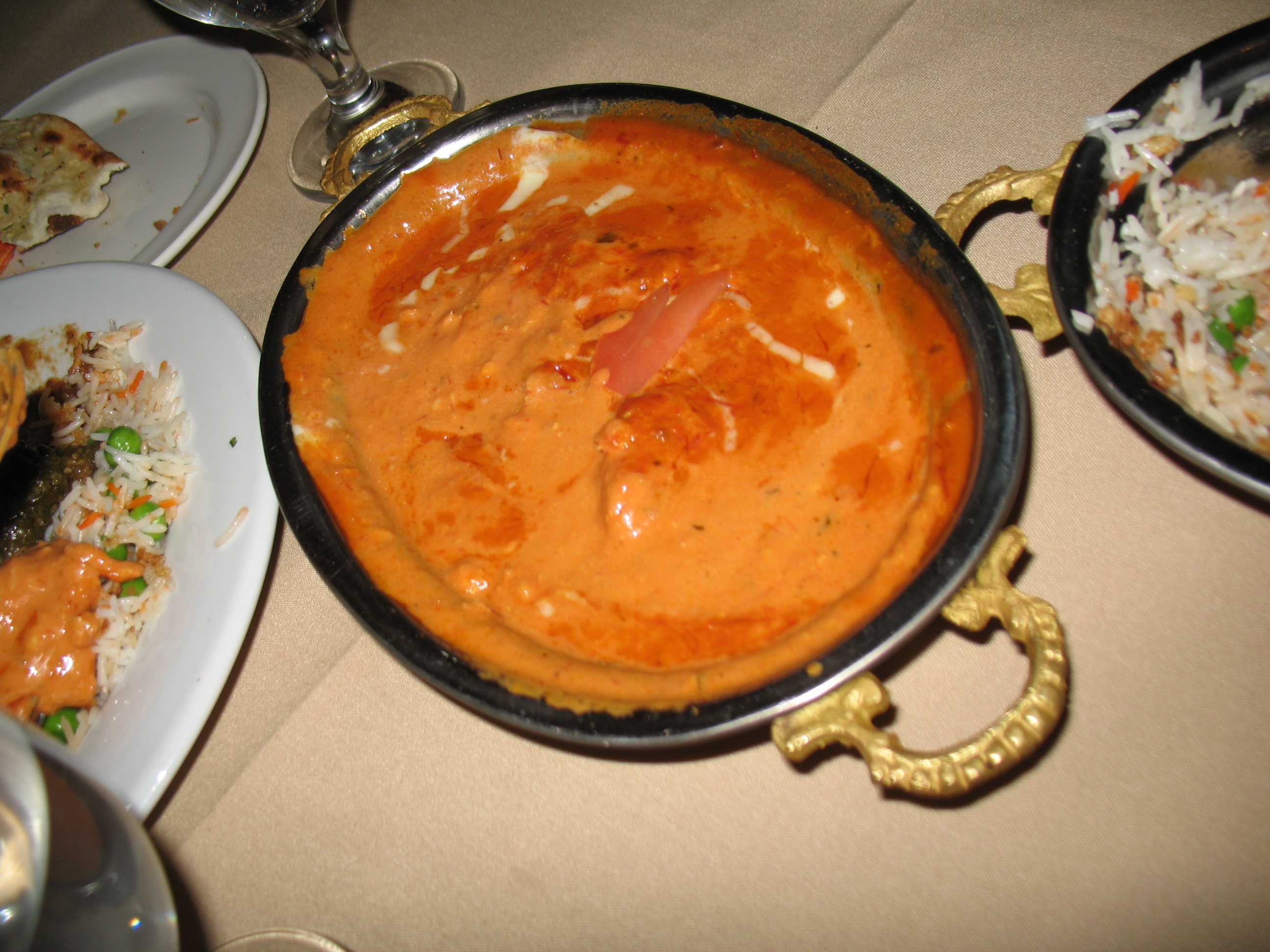
Masala de poisson de Goa.

Le pain est un élément important de la cuisine goanaise. D'origine portugaise, il est à Goa différent des pains proposés dans le reste de l'Inde. C'est aux alentours de 1550, dans le village de Salcete, que des Portugais ont commencé à apprendre à la population locale comment préparer ces pains. Ils comportent souvent du vin de palme (toddy) utilisé comme ferment. Parmi les pains locaux, on trouve :
- le pao (le pain le plus fréquent, à la texture de brioche),
- le katre pao (un pain de forme carrée, avec des angles pointus),
- l'undo (un pain à texture moelleuse, mais doté d'une vraie croûte),
- le kankonn (un pain rond et percé, ayant une forme de bagel, mais au diamètre plus large ; il se conserve longtemps),
- et le poie, une sorte de pain de campagne à la mie aérée.

## Cuisine hindoue de Goa
La cuisine saraswat est la cuisine des brahmanes Saraswat de la région de Konkan sur la côte ouest de l'Inde. La cuisine saraswat diffère au sein des sous-secteurs Saraswat Brahmin et dans la région de Konkan-Canara. La cuisine saraswat est originaire de la région de Konkan, y compris Uttara Kannada, le district d'Udupi, Dakshina Kannada, Damaon et Goa, en Inde. La cuisine saraswat est connue sur toute la côte ouest de l'Inde. Chaque variante a sa saveur unique et utilise différents légumes et fruits disponibles dans la région. Cette cuisine est généralement pesco-végétarienne. Ce groupe considère la chair de poisson en général comme des légumes de mer. Historiquement, ils se sont abstenus de manger des animaux terrestres.[réf. nécessaire]
Leurs currys utilisent beaucoup de noix et d'huile de coco, de tamarin, de kokum et de feuilles de curry. La cuisine est largement influencée par la cuisine du sud de l'Inde. Trois cuisines sont très similaires à la cuisine malvani du sud de Concan et Udupi ou de la cuisine mangaloréenne. Leur cuisine est moins épicée et a moins subi l'influence de la cuisine portugaise que celle de leurs homologues catholiques de Goa.
Le hooman ani xit (poisson au curry et riz étuvé) est l'aliment de base des Saraswat brahmanes de Goa, tandis que la consommation régulière de pains indiens tels que les puri, les chapatis et les paratha est principalement observée chez les Saraswat Brahmin du Maharashtra, en Inde. Satvik Brahmin (sous-ensemble de Saraswat Brahman), qui est une cuisine strictement végétarienne qui n'utilise pas de légumes qui poussent sous terre, comme les oignons, les pommes de terre, l'ail, etc. Des plats tels que savalem raandaap sont préparés parmi les bhat (prêtres), les brahmanes conservateurs Goud Saraswat et les brahmanes Chitrapur Saraswat. Ceci est suivi par la plupart des familles lonkani sur des festivals comme Ganesh Chaturthi suivent ce style culinaire[pas clair]. Certains jours (le lundi en particulier), tous les brahmanes saraswat ne mangent que de la nourriture végétarienne. C'est particulièrement vrai dans les familles dont Kuldevta (divinité du clan) ou d'autres divinités familiales comme Mangesh, Nagueshi ou toute autre forme de Mahadeva Shiva.[pas clair]
Cette cuisine fait partie de la cuisine lacto-végétarienne. Elle combine la culture de la cuisine goanaise, udupi et malvani. Le khatkhatem, un ragoût contenant au moins six légumes, est populaire. D'autres plats populaires incluent le bhaji ou le shaak (à base de différents currys de légumes et de fruits), le vaal bhaji (un curry/plat à base de pilons), usli ou usal (légumineuses épicées dans une sauce fine et aqueuse), le misal (usal garni de frites collations[pas clair]), tondak (haricots mélangés avec des noix de cajou), rass (plats à base de noix de coco), undri (plat à base de farine de riz, de jaggery et de noix de coco), ghawan (une variante spéciale de dosa, qui est similaire à neer dose, un plat tuluva), hooman (différents types de currys), karam (salades de légumes), lonche (cornichons indiens) et papad ou happal (pain plat). Les fast-foods comprennent le moongacho gathi (haricots mungo verts au curry), le botatyache patal bhaji (pomme de terre au curry), le tur dal ross (curry de pois cassés), etc.

## Cuisine de Chitrapur Saraswat
La cuisine de Chitrapur Saraswat (en) est unique et ses différentes formes ont été publiées dans le livre Rasachandrika à la fois en marathi et en anglais. Ce sont des recettes qui auraient été transmises de mère en fille ou en belle-fille. La cuisine se compose soit de currys et de légumes préparés avec de la noix de coco fraîche râpée ou de haricots tempérés[Quoi ?], germes, légumineuses (dal). Cependant, de nos jours, pour des raisons de santé, l'utilisation de noix de coco râpée est réduite au minimum.[réf. nécessaire]
Les plats typiques de Bhanap ou Amchi (comme les Chitrapur Saraswats se désignent eux-mêmes) sont :
- batata song (pommes de terre cuites avec du tamarin, des oignons, de l'ail, du chili en poudre et du curcuma) ;
- ambat ;
- dalithoy ;
- patoleo ;
- patrode ;
- surnoli ;
- kairus (base de noix de coco moulue avec épices, poivron, pommes de terre, tamarin, arachides et noix de cajou) ;
- sukke (base de noix de coco moulue, épices et une variété de légumes comme les pommes de terre) ;
- knolkhol (chou-rave), pois, chou-fleur, gombo ;
- ghashees ;
- cornichon à la mangue à base de mangue apinmedi verte.

## Cuisine pesco-végétarienne
La plupart des brahmanes saraswat sont des pesco-végétariens. L'inclusion du poisson dans l'alimentation n'est pas considérée comme non végétarienne. La légende raconte que lorsque la rivière Saraswati s'est asséchée, les Saraswats qui ne pouvaient pas cultiver étaient autorisés à manger des fruits de mer ou du poisson. Les poissons étaient appelés par euphémisme « légume de mer » ou झळकें de (जल काय, jal kaay). Les huîtres, par exemple, sont parfois appelées samudra phalam ou « fruits de mer ».
Un petit déjeuner typique dans une maison de Saraswat peut inclure du pez (congee) d'ukdem tandhul (riz étuvé) et de la lonche (cornichons) et du papad. Les maisons plus riches peuvent servir des dosa, des idli (dans le sud de Canara, Karnataka et d'autres régions du sud de l'Inde) ou des sanna (à Goa), ainsi que du chutney ou du sambhar. Shevaiyn phann ou phow sont d'autres aliments parfois servis pour le petit déjeuner. Les roti et les bhakri sont des types de pain typiques consommés avec le tondak ou le batatabhaji assaisonné (préparation pour sauté de pommes de terre).
Le déjeuner et le dîner peuvent comporter du daat dalitoi et du riz (xit, prononcé sheeth) dans la maison d'un Dorke, tandis que les Bhanaps préféreraient ambat avec leur riz pour le kalvani. Un déjeuner typique de Saraswat aurait du sheeth, du roass ou du varann ; si le dîner n'est pas végétarien, le déjeuner peut inclure hoomann, bhaji, tondak, lonche, papodd et toi ou kadhi. Ce dernier est fait pour servir le double objectif de mukhashuddhhi (purification de la bouche, peut-être après tout ce qui est relativement épicé) et de jeervonn (les kadhi digestifs incluent ase fétide, vomvom, jeera, graines de fenouil). Parfois, les kadhi sont assaisonnés simplement avec du karivel et du sanswam (graines de moutarde). Typiquement, il s'agit d'une préparation aqueuse que le déjeuner tasses à la main au fur et à mesure qu'elle est versée dans son assiette et la boit avant de mélanger une petite portion de son riz avec elle pour la manger à la fin du repas[pas clair]. Les kadhi les plus savourés et préférés parmi les brahmanes de Konkani Saraswat sont les kokumachi kadhi ou konkam kadhi. Le kokum est un fruit trouvé et cultivé sur la côte ouest de Konkan en Inde et est couramment utilisé dans la cuisine saraswat. On dit formellement qu'aucun repas n'est complet sans kokum khadhi.
Les plats hindous populaires de Goa comprennent :
- humann (हूमण) : curry de poisson et riz (शीत or भात), également connu sous le nom de kadi ou ambot ;
- poisson frit (तळील्ले नूस्ते) ;
- poisson suke ou dhabdhabit (सुकें) : préparation sèche épicée de poisson, consommée en accompagnement ;
- poisson udid methi ou uddamethi (उद्दमेथी) : type de curry composé de fenugrec et de maquereau. Une version végétarienne de ce plat est également préparée à l'aide de hog plums (ou de tout ce qui est aigre et acidulé, comme des morceaux de mangue crue) ;
- kismur (किस्मुर) : un type d'accompagnement normalement composé de poisson séché (principalement du maquereau ou des crevettes), des oignons et de la noix de coco ;
- dangar : escalopes de poisson de Goa (डांगर) ;
- kalputi : plat normalement préparé à partir de la tête d'un gros poisson, avec des oignons et de la noix de coco ;
- bhaaji ou shak : terme générique pour les ragoûts, les currys et les plats sautés à base de différents légumes et fruits (भाजी ou शाक) ;
- bhaji : beignets frits avec pâte besan. Différents types de bhaji peuvent être préparés en changeant de légume utilisé avec le besan. Les bhaji populaires incluent ceux contenant de l'oignon ou des piments ;
- khatkhate (ख़तखतें) ;
- varan : une préparation de lentilles souvent faite avec du lait de coco tempéré[Quoi ?] avec de la moutarde, des feuilles de curry et des piments, servie en accompagnement du riz pour le Naivedya, préparée pendant toutes les fêtes hindoues et faisant partie intégrante des fêtes de mariage ;
- tondak : plat avec des haricots et des noix de cajou comme ingrédients principaux (तोंडाक) ;
- différentes variétés de bonbons à base de riz et de lentilles, comme le payasu, le patoli, le madgane et le kheer (गोड्शें) ;
- différentes variétés de cornichons et papad (लोणचे ou पापड) ;
- solachi kadi : curry épicé à la noix de coco et au kokum (कडी).